# Beherit
Beherit est un groupe de black metal finlandais, originaire de Rovaniemi, en Laponie. Beherit est considéré par la presse spécialisée comme un pionnier du genre black metal.

## Biographie
Beherit est formé en 1989 par Nuclear Holocausto, de son vrai nom Marko Laiho, au chant et à la guitare, Daemon Fornication à la basse, et Sodomatic Slaughter, de son vrai nom Jari Pirinen, à la batterie, tous trois originaires de la ville de Rovaniemi, en Laponie. Beherit sorti trois démos, Seventh Blasphemy, Morbid Rehearsals et Demonomancy en 1990, et se forgent une réputation pour leurs concerts, où des têtes de cochons et de chèvres étaient soi-disant exposées.
Le premier album du groupe, The Oath of Black Blood, est annoncé pour 1991. Mais leur label de l'époque, Turbo Music, sortit leur démo Demonomancy ainsi que leur EP Dawn of Satan's Millennium en tant que compilation, tout cela sans l'autorisation du groupe. Turbo Music nomma cette compilation The Oath of Black Blood, ce qui était censé être le titre du nouvel album,,.
L'album le plus connu de Beherit, Drawing Down the Moon, est enregistré entre avril et août 1992, et fut sorti en 1993 en tant que premier album officiel du groupe,. Malgré le succès de l'album, Drawing Down the Moon est le dernier album de black metal du groupe, car ils se séparèrent l'année suivante. Laiho enregistre deux albums d'ambient, H418ov21.C et Electric Doom Synthesis, et les sortit sous le nom du groupe. Comme le groupe ne se reformait pas, il continua sa carrière musicale dans l'ambient sous le nom de Suuri Shamaani et dans la techno en tant que DJ Gamma.
Beherit est reformé en 2008, avec les membres Nuclear Holocausto (retourné en Finlande depuis la Thaïlande), Sodomatic Slaughter, et les nouveaux venus Ancient Corpse Desekrator et Abyss. Leur nouvel album, Engram, publié en 2009, orienté black metal, marque aussi le retour du groupe à plein temps de 1994 à sa dissolution en 1996.

## Conflits
Beherit était l'un des premiers groupes de black metal. Au début des années 1990, la plupart des groupes de la scène venaient de Norvège, mais grâce à des groupes comme Impaled Nazarene, Archgoat, et Barathrum, la scène black metal finlandaise devenait de plus en plus reconnue. Cela eut pour résultat un conflit entre les groupes norvégiens et finlandais souvent appelé la Dark War (« guerre sombre »). Parmi les éléments de cette « guerre », un groupe norvégien au nom de "Fuck Beherit" sortit deux démos en 1992.

## Membres

### Membres actuels
- Nuclear Holocausto (Marko Laiho) (Black Crucifixion) – chant, guitare, clavier, programmation (1989–1996, depuis 2008)
- Sodomatic Slaughter (Jari Pirinen) (Black Crucifixion) – batterie (1989–1993, depuis 2008)
- Ancient Corpse Desekrator (Sami Tenetz) (Thy Serpent) – guitare (depuis 2008)
- Abyss – basse (depuis 2008)

### Anciens membres
- Daemon Fornication (Demon Fornication) – basse
- Black Jesus (Arjo Wennström) (Painflow) – basse
- Kimmo Luttinen (Catamenia, Impaled Nazarene, The Black League) – batterie

## Discographie

### Albums studio
- 1991 : The Oath of Black Blood
- 1993 : Drawing Down the Moon
- 1994 : H418ov21.C
- 1995 : Electric Doom Synthesis
- 2009 : Engram

### EPs
- 1991 : Dawn of Satan's Millennium
- 1992 : Werewolf, Semen and Blood
- 1993 : Messe des morts

### Splits
- 1991 : Beherit / Death Yell
- 1991 : Beherit / Impaled Nazarene
- 1999 : Messe des morts / Angel Cunt
- Beherit / Behemoth

### Démos
- 1990 : Seventh Blasphemy
- 1990 : Morbid Rehearsals
- 1990 : Demonomancy
- 1991 : Diabolus Down There
- 1991 : Unreleased Studio Tracks
- 1992 : Promo 1992

### Compilations
- 1999 : Beast of Beherit - Complete Worxxx